# Konrad Adenauer
Konrad Hermann Josef Adenauer (Köln, 5. siječnja 1876. – Bad Honnef-Rhöndorf, 19. travnja, 1967.) bio je njemački političar i državnik. Iako je njegova politička karijera trajala 60 godina, Adenauera se pamti po tome što je bio 1. kancelar Zapadne Njemačke od 15. rujna 1949. do 16. listopada 1963. i predsjednik CDU-a od 1950. do 1966. godine. Adenauer je bio najstariji kancelar koji je obnašao dužnost, napustivši položaj s 87 godina.

## Životopis

### Rani život
Konrad Adenauer se rodio kao treće od petoro djece Johanna Konrada Adenauera (1833. – 1906.) i njegove žene Helene (1849. – 1919.) u Kölnu. Bliži rođaci (braće i sestre) su bili August (1833. – 1906.), Johannes (1873. – 1937.), Lili (1879. – 1950.) i Elisabeth, koja je umrla ubrzo nakon rođenja. Godine 1894. počeo je studirati pravo i politiku na sveučilištu u Freiburgu, Münchenu i Bonnu. Bio je član nekoliko rimokatoličkih studentskih udruga, kao npr. K.st.V. Arminia Bonn u Bonnu. Studij je završio 1901. godine. Nakon toga radio je kao odvjetnik na sudu u Kölnu.

### Početak političke karijere
Kao pobožan rimokatolik, Adenauer se 1906. pridružio Deutsche Zentrumsparteiu, te je iste godine izabran u gradsko vijeće grada Kölna. Godine 1909. postaje dogradonečalnik Kölna. Od 1917. do 1933. obnašao je dužnost gradonačelnika Kölna. Imao je neugodan zadatak da vodi Köln kroz razdoblje britanske okupacije nakon Prvog svjetskog rata koje je trajalo sve do 1926. godine. Uspio je uspostaviti vjeran odnos s britanskim vojnim vlastima i zagovarao je Rhenski separatizam (Rheinsku državu unutar Njemačke, ali izvan Prusije). Tijekom Weimarske Republike, bio je predsjednik Pruskog državnog vijeća (Preußischer Staatsrat) od 1922. do 1933., predstavničkog vijeća pruskih gradova i provincija. 
Kada su nacisti došli na vlast 1933., Deutsche Zentrumspartei je izgubila "izbore" u Kölnu, a Adenauer je pobjegao u Opatiju Maria Laach, nakon što su mu prijetili jer se nije želio niti rukovati s lokalnim nacističkim vođom. Adenauerov jednogodišnji boravak u opatiji obznanio je tek nakon rata njezin opat, kojega su Heinrich Böll i drugi optužili za kolaboraciju s nacistima. 
Bio je nakratko zatvoren nakon Noći dugih noževa. Sljedeće dvije godine Adenauer se često selio zbog represalija koje su mu nametnuli nacisti. Godine 1937. bio je uspješan u dobivanju bar nekakve nadoknade za svoju nekad zaplijenjenu kuću, te je uspio živjeti u samoći sljedećih nekoliko godina. 
Prema Alberu Speeru u njegovim Dnevnicima iz Spandaua, Hitler se divio Adenaueru. No, i Hitler i Speer su se slagali da Adenauer zbog svojih političkih pogleda i sveopće tvrdoglavosti nije mogao igrati veću ulogu u pokretu, niti pomoći nacističkoj stranci.
Nakon neuspjelog atentata na Hitlera 1944., Adenauer je zatvoren po drugi put zbog činjenice da je bio protivnik režima. No, nakon što Gestapo nije uspio dokazati njegovu povezanost s urotom, pušten je nakon par tjedana. Ubrzo nakon rata, Amerikanci su ga postavili za gradonačelnika Kölna, no britanska administracija ga je otpustila zbog navodne nesposobnosti.

### Nakon Drugog svjetskog rata i osnivanje CDU-a
Nakon njegovog otkaza na mjestu gradonačelnika Kölna, Adenauer se posvetio osnivanju nove stranke, Kršćansko demokratsku unije (CDU), nasljednice Katoličke centralne stranke, koja bi u jednu stranku prihvatila i protestante i katolike. U siječnju 1946. Adenauer je započeo politički miting buduće CDU u britanskoj zoni kao njezin Alterspräsident, te je na tom sastanku formalno izabran za vođu buduće stranke. Adenauer je neumorno radio na razvijanju kontakata i potpore za CDU tijekom sljedećih nekoliko godina, te je s varirajućim uspjehom želio postaviti svoju ideologiju u stranci. Njegova ideologija bolje je stajala od ideologije onih u CDU-u koji su željeli ujediniti socijalizam i kršćanstvo. Adenauer je preferirao pritiskati dostojanstvo individualca, te je smatrao da su i komunizam i nacizam materijalističke ideologije koje razaraju dostojanstvo.
Adenauerova vodeća uloga u CDU-u britanske zone osvojila mu je položaj u Parlamentarnom vijeću 1948., koje su sazvali zapadni saveznici kako bi donijeli konstituciju za 3 zapadne savezničke zone Njemačke. Bio je predsjednik konstitucionalne konvencije, te je, kao i George Washington u SAD-u, iznenadno sa svog trenutnog položaja izabran za prvog predsjednika vlade kada je novi "Osnovni zakon" donesen u svibnju 1949. godine.

### Prvi kancelar Savezne Republike Njemačke
Na njemačkim federalnim izborima 1949., Adenauer je izabran za 1. kancelara Savezne Republike Njemačke nakon II. svjetskog rata. Taj položaj držao je u razdoblju od 1949. do 1963., u vremenu koje pokriva velik dio uvodne faze hladnog rata. Tijekom tog razdoblja, poslijeratna podjela Njemačke učvršćena je nastankom dviju odvojenih njemačkih država, Savezne Republike Njemačke (Zapadne Njemačke) i Demokratske Republike Njemačke (Istočne Njemačke). Prvi izbori za Bundestag u Zapadnoj Njemačkoj održani su 25. kolovoza 1949., a po izborima se pokazalo da je Adenauerova CDU najjača stranka. 
Među Adenauerova postignuća ubrajaju se uspostavljanje stabilne demokracije u poraženoj Njemačkoj, trajno pomirenje s Francuskom, generalna politčka preorijentacija prema Zapadu, obnavljanje ograničenog, no dalekosežnog suvereniteta Zapadne Njemačke čvrsto je integrirajući u Euroatlansku zajednicu (NATO i OECD). Adenauera se povezuje i s uspotavljanjem efikasnog sustava mirovina, koji je umirovljenicima osigurao neparalelno blagostanje, te da je, zajedno sa svojim ministrom ekonomije i kasnijim nasljednikom Ludwigom Erhardom, napravio zapadnonjemački model "socijalne tržišne ekonomije", koja je omogućila razdoblje procvata poznato kao Wirtschaftswunder. Adenauer je također osigurao i potpuno slobodno i demokratsko društvo koje je Nijemcima do tada bilo skoro pa nepoznato (osim pokušaja koji je od 1919. do 1933. trebala provesti Weimarska Republika), koje je danas ne samo uobičajeno, nego i duboko ukorijenjeno u njemačko društvo. On je time postavio temelje prema kojima bi Zapad trebao imati povjerenja u Njemačku unatoč svim zločinima koji su počinjeni tijekom nacističkog Trećeg Reicha. Baš zbog Adenauerovih prijašnjih politika je bilo moguće ujediniti dvije njemačke države u jednu i zadržati tu jednu državu u EU i NATO paktu. 
No u drugu ruku, kritičari su optuživali Adenauera da je betonirao podjelu Njemačke, žrtvovao ponovno ujedinjenje dviju država, te da je žrtvovao područja koje je Njemačka izgubila od Poljske i Sovjetskog Saveza u korist brze integracije na Zapadu. Tijekom hladnog rata, zagovarao je ponovno naoružanje Zapadne Njemačke i mandatornu konskripciju kao odgovor sličnim procesima koji su se odvijali u susjednoj Istočnoj Njemačkoj. Staljinova poruka iz 1952. ponudila je ujedinjenje dviju država u jednu, neutralnu, razoružanu Njemačku kako bi utjecala na povlačenje supersila iz Srednje Europe. Adenauer je dijelio sumnju Zapada o vjerodostojnosti te ponude te ih je podržao u njihovim opreznim odgovorima. Adenauerovi kritičari, posebno oni nacionalistički orijentirani, su ga se odrekli jer je propustio priliku za Ponovno ujedinjenje Njemačke. Adenauerovi simpatizeri su ga branili, a i danas se prepiru, rekavši da zbog prilika u hladnom ratu, reunifikacija i dobivanje izgubljenih teritorija nisu bile realne opcije. 
Ostali kritiziraju njegovo doba kao kulturno i politički konzervativno, koje je željelo cijelo društvo i politiku Zapadne Njemačke orijentirati oko ideja samostalnog individualca, individualca koji je imao određenu dozu nevjere prema vlastitom narodu. 
Zapadnonjemački studentski pokret tjiekom 1960-ih je zapravo bio prosvjed protiv konzervativizma kojeg je promicao Adenauer. Još jedna točka kritike bila je ona o Adenauerovom trudu za pomirenje s Francuskom, koji je bio u suprotnosti prema nastojanju pomirenja sa staljinističkom Poljskom. Kao i mnoge druge vodeće zapadnonjemačke stranke, CDU nije priznavala aneksiju bivših njemačkih teritorija koje je SSSR dao Poljskoj, te je otvoreno govorila o vraćanju tih područja nakon što Zapadna Njemačka učvrsti svoju poziciju u Europi. 
No, unatoč svim kritikama, Adenauerova vladavina u Zapadnoj Njemačkoj smatra se pozitivnom, te je u jednoj njemačkoj tele-anketi iz 2003. izabran za "Najvećeg Nijemca svih vremena".

### Dodatne akcije kao kancelar
- Održao povijesni govor u Bundestagu u rujnu 1951. u kojem je obznanio obvezu njemačke vlade da pruži odštetu Izraelu, kao predstavniku naroda Židova, zbog Holokausta.
- Pomogao u osiguravanju puštanja posljednjih njemačkih ratnih zarobljenika 1955., čak desetljeće nakon kraja rata.
- Otovorio diplomatske odnose sa SSSR-om i ostalim zemljama Istočnog bloka, no odbio priznati Istočnu Njemačku.
- Dogovorio se sa SAD-om 1957. oko dobivanja oružja sposobnog za prenošenje nuklearnih glava.  Uz to, Adenauer je nastavio nuklearnu suradnju s ostalim zemljama s ciljem da i Zapadna Njemačka dobije mogućnost proizvodnje nuklearnog oružja.
- Nadgledao reintegraciju Saarlanda sa Zapadnom Njemačkom 1957.
- Nakratko je mislio kandidirati se za predsjednika 1959. godine. No, umjesto toga izabrao je kandidata (Heinrich Lübke) za kojeg je bio siguran da neće ugroziti njegov kancelarski položaj.

Za sav svoj trud oko Zapadne Njemačke, Adenauer je 1953. uzabran za TIME-ovu Osobu godine. Godine 1954. dobio je Karlspreis, nagradu koju dodjeljuje grad Aachen onim osobama koje su pomogle u razvoju europske ideje i mira. 
Adenauer je svoje slobodno vrijeme provodio igrajući talijansku ugru Bocci, te je na mnogim snimkama i dokumentarcima o Adenaueru vidljiv kako igra igru.
Kada je Adenauer 1967. umro u 91. godini života, narod je pitan čemu su se kod Adenauera najviše divili. Većina je rekla da je to njegov trud oko povratka posljednjih ratnih zarobljenika iz SSSR-a, povratka koji je znan i kao "Povratak njih 10,000".

## Pokušaj atentata
Dana 27. ožujka 1952., paket za kancelara Adenauera eksplodirao je u središtu Münchenske policije, ubivši jednog policajca. Dva dječaka koja su plaćena da pošalju paket poštom privukla su pozornost policije na paket. Istrage su dovele do ljudi usko povezanih s Herutom i bivšim Irgunom. Njemačka je vlada sve dokaze držala pod pečatom. Pet izraelskih osumnjičenika koje su identificirali francuski i njemački istražitelji pušteni su da se vrate natrag u Izrael.
Jedan od sudionika, Eliezer Sudit, kasnije je natuknuo da je mozak cijele operacije bio Menahem Begin, kasnije premijer Izraela. Begin je bio bivši zapovjednik Irguna, a u to vrijeme vodio je Herut i bio je član Knesseta. Njegov cilj bio je oslabiti njemačke pokušaje da uspostave prijateljske odnose s Izraelom.
David Ben-Gurion, izraelski premijer, je cijenio Adenauerov trud da zataška aferu i da ne istražuje dalje jer bi to pogoršalo odnos između dvije novonastale države.
U lipnju 2006., malo drugačija verzija priče izašla je u njemačkim novinama Frankfurter Allgemeine Zeitung. Begin je ponudio svoj zlatni sat na prodaju kada su urotnici ostali bez novca. Bomba je bila skirvena u enciklopediji, a ubila je jednog stručnjaka za detonaciju, ozlijedivši dvojicu. Adenauer je bio meta jer je slao novčane odštete zbog Holokausta izraelskoj vladi, dok je Begin strastveno mislio da novac treba ići žrtvama. Sudit, izvor priče, je rekao da:
»Cilj nije bio ubiti Adenauera, nego probuditi svjetske medije. Svima nama je bilo jasno da paket nikada neće stići do Adenauera.«
Pet urotnika su uhićeni u Parizu, od strane francuske policije. Oni su bili bivši članovi Irguna, organizacije raspuštene 1948.

## Politički skandali
Godine 1962. izbio je skanadal kada je Adenauerov podkabinet naredio uhićenje pet novinara njemačkih novina Der Spiegel, optuživši ih za veleizdaju, posebno za tiskanje priručnika koji prikazuje sve slabosti zapadnonjemačke vojske. Godine 1962. članovi kabineta, koji su bili članovi FDP-a odmah su dali ostavku na svoje dužnosti. Nakon ovog udarca Adenauer je još nastavio voditi kabinet skoro godinu dana, kada je bio prisiljen dati ostavku. Na mjestu njemačkog kancelara nasljedio ga je Ludwig Erhard. Predsjednik CDU-a ostao je sve do 1966. godine.